# Prawda (Wehrmacht)
„Prawda“ war der Name einer Imitation der sowjetischen Parteizeitung gleichen Namens, der größten Zeitung der UdSSR. Die äußerliche Nachahmung diente als Propagandainstrument der deutschen Wehrmacht nach dem Überfall auf die Sowjetunion im Zweiten Weltkrieg.

## Allgemeines
Der Einmarsch deutscher Truppen auf das Gebiet der Sowjetunion im Sommer 1941 wurde von einer intensiven Propaganda-Offensive begleitet. Sie richtete sich an sowjetische Soldaten und an die Zivilbevölkerung in den besetzten Gebieten in der Hoffnung, die Moral dieser Zielgruppen zu untergraben und sie zur Zusammenarbeit mit der deutschen Wehrmacht zu veranlassen. Ein Hilfsmittel dabei war – neben Flugblättern, Plakaten, Rundfunksendungen und lokalen Lautsprecherdurchsagen – die Verteilung von Zeitungen in russischer Sprache. Außer einigen anderen Blättern verfertigte die Wehrmacht-Propaganda-Abteilung Ostland eine Nachahmung des landesweit verbreiteten Zentralorgans der sowjetischen Parteiführung. Spätestens seit der dritten Ausgabe sah dieses Imitat der echten „Prawda“ in Umfang, Format und Aufmachung täuschend ähnlich. Als Mitarbeiter konnten russische Redakteure gewonnen werden, die Kenntnisse des sowjetischen Zeitungswesens besaßen und mit der Mentalität der angestrebten Leserschaft vertraut waren.
Die unechte „Prawda“ enthielt neben Textbeiträgen auch Bilder, Karten, Karikaturen und Liedtexte. Behandelt wurden aktuelle Kriegsereignisse – meist als Zusammenfassungen der Berichte des Oberkommandos der Wehrmacht (OKW) –, ausgewählte Ereignisse im Ausland sowie die angeblichen Annehmlichkeiten des Lebens in Deutschland. In vielen Beiträgen wurde die sowjetische Führungselite angegriffen, ebenso das jüdische Volk und seine Kultur. Oft ergingen Aufrufe an Soldaten und Zivilpersonen, freiwillig mit den „deutschen Befreiern“ zu kooperieren. Die Texte waren betont einfach und volkstümlich formuliert und „sollten auch noch von den einfachsten Arbeitern und Bauern verstanden werden“.
Verbreitungsgebiet war der Großraum der Heeresgruppe Nord, das Reichskommissariat Ostland sowie kleinere Teile von Belarus und Lettland. Im Allgemeinen wurde das Blatt durch die Truppeneinheiten kostenlos verteilt, später zum Teil auch durch eine zivile Vertriebsgesellschaft. Eine spezielle Auflage – bis zu 12.000 Exemplare – war für Kriegsgefangenenlager gedacht. Aus Sicht der Herausgeber war die Zeitung zunächst sehr erfolgreich. Sie erschien wöchentlich und erreichte im Dezember 1941 eine Auflage von mehr als 257.000 Exemplaren. Geheime Stimmungsberichte der Propaganda-Abteilung sprachen davon, dass Bauern von weither zur nächsten Verteilungsstelle gekommen seien, um die Zeitung zu erhalten. Bald gab es Pläne, das Blatt mehrfach wöchentlich oder sogar täglich herauszubringen – dies scheiterte an Materialmangel und überlasteten Vertriebswegen.
Seit dem Spätsommer des Jahres 1942 stellte man fest, dass das Interesse an der speziellen „Prawda“ zurückging und das Verbreitungsgebiet schrumpfte. Eine der Ursachen waren die zunehmenden Aktivitäten von Partisanen; die Zeitungen konnten oft nicht mehr ungestört verteilt werden. Wichtiger waren die immer krasseren Widersprüche zwischen den Propagandatexten und der offensichtlichen Realität – der brutalen Ostpolitik der Nationalsozialisten und dem Vernichtungskrieg der Wehrmacht in der Sowjetunion. Obwohl die Zeitung nach Ansicht ihrer Herausgeber noch immer das wirkungsvollste aller eingesetzten Propagandamittel war, wurde ihr Erscheinen, soweit bekannt, um die Jahreswende 1942/43 eingestellt.

## Textbeispiele
Die Titelseite der Wehrmachts-„Prawda“ vom 28. August 1941 enthält – in kyrillischer Schrift und russischer Sprache – die folgenden Elemente: Über dem grafisch täuschend kopierten Titelwort den Aufruf „Werktätige aller Länder, vereinigt Euch zum Kampf gegen den Bolschewismus!“, eine tendenziöse Variante der Formel, die in der Original-„Prawda“ verwendet wurde. Daneben ein Foto Adolf Hitlers mit der Bildunterschrift: „Der oberste Führer der deutschen Armee, die siegreich auf ihrem Kreuzzug gegen den Weltfeind der Menschheit voranschreitet, gegen den Bolschewismus.“ Eine rote Schlagzeile vermeldet die „glänzende Bilanz deutscher Erfolge im Verlauf der ersten beiden Monate des Krieges gegen die Sowjetunion“. Im dazugehörigen Artikel ist die Rede von großen Verlusten der Roten Armee, von der Einnahme einiger russischer Städte, von der Bedrohung sowjetischer Eismeerhäfen und von der erfolgreichen Schlacht um Gomel. Weiter wird von Ereignissen auf dem westlichen Kriegsschauplatz gesprochen, von Luftangriffen auf England und dem Abschuss zahlreicher englischer Flugzeuge. Eine Karte illustriert den Gebietsverlust der Sowjetunion seit Kriegsbeginn.
In einer nicht genau datierbaren Ausgabe war eine Abbildung des deutschen Dampfschiffs „Wilhelm Gustloff“ zu sehen. Die Bildunterschrift lautet in deutscher Übersetzung: „Das, wovon Ihr nicht einmal träumen könnt, besitzt der deutsche Arbeiter. Auf dem Bild [sieht man] den deutschen Dampfer ‚Wilhelm Gustloff‘, der der deutschen Organisation ‚Kraft durch Freude‘ zur Disposition steht. Diese Arbeitsarmee verfügt über zehn große Transatlantikschiffe, die nicht nur deutsche Häfen anlaufen, sondern auch Fahrten ins Ausland … unternimmt. Werktätige der Sowjetunion, Euch hat man 23 Jahre lang nicht aus dem ‚sowjetischen Paradies‘ hinausgelassen, damit Ihr das Leben im Ausland nicht zu Gesicht bekommen könnt. Euch wurde nur das Recht gegeben, das Leben der sowjetischen Konzentrationslager zu sehen“.
Spätestens seit August 1941 wurde auf den Seiten der falschen „Prawda“ regelmäßig ein deutsch/russisch beschrifteter Passierschein abgedruckt, der ursprünglich nur in Form von Flugblättern verteilt worden war. Der Text lautete: „Rotarmisten! Mit diesem Passierschein werdet Ihr von den Deutschen freundlich empfangen!“ Und weiter in kleineren Buchstaben: „Soldaten-Rotarmisten! Wenn Ihr Eure Heimat liebt und für Euch und Eure Angehörigen ein helles und glückliches Leben ohne die bolschewistische Knute wollt, werft Eure Waffe fort und lauft zu den Deutschen über! Reißt den beiliegenden Passierschein aus und bewahrt ihn auf. Mit einem einzigen Passierschein kann eine unbeschränkte Anzahl von Offizieren und Soldaten der Roten Arbeiter- und Bauern-Armee auf die Seite der deutschen Truppen übergehen!“ Und wieder größer: „Rausreißen und aufbewahren!“